# Rufina Campuzano Banegas
Rufina Campuzano Banegas (Archena, 7 de octubre de 1950) es una arquitecta española. Fue reconocida en 2023 por su labor profesional en los Premios de Arquitectura de la Región de Murcia.

## Trayectoria
Nació en Archena en 1950. Se licenció en arquitectura por la Escuela Técnica Superior de Arquitectura de Madrid de la Universidad Politécnica de Madrid en 1976.
En los años 80, fue arquitecta municipal de Cieza y de Castellón. En este periodo, fue la arquitecta de varios proyectos municipales, entre los que destacan el Proyecto de Acondicionamiento del parque municipal de Cieza (conocido como Medina Siyasa),y del auditorio al aire libre Gabriel Celaya (Cieza), por el que fue premiada con la Campaña Europea para el Renacimiento Urbano en 1981,y con el primer premio del Consejo de Europa en 1982. Posteriormente, también intervino en el proyecto de cerramiento del auditorio Gabriel Celaya.
En la Región de Murcia, Campuzano fue jefa del Servicio de Patrimonio Histórico y Artístico en la Dirección General de Cultura de 1986 a 1989 y en la Dirección General de Urbanismo y Ordenación del Territorio, en los períodos de 1987 a 1988 y 1990 a1996, así como gerente de la Oficina de Urbanismo de Colegio Oficial de Arquitectos de la Región de Murcia (COAMU). En este periodo, redactó el proyecto, por encargo de la Consejería de Cultura en 1991, de restauración de la Ermita de La Rogativa en Moratalla.
Posteriormente, entre 2002 y 2014, fue arquitecta en la Consejería de Educación y Cultura del Gobierno Regional; y, en 2006 y 2007 de la Consejería de Salud del Gobierno Regional de Murcia. 
En 2010, realizó el trabajo de investigación Arquitectura Docente en la Región de Murcia: 1900-1939 (inédito), gracias al cual fue posible la declaración de bien catalogado por su relevancia cultural a las antiguas Escuelas Graduadas de Torreagüera en Murcia (conocido también como, CEIP Cristo del Valle de Torreagüera). 

## Reconocimientos
En 1982 fue premiada con la Campaña Europea para el Renacimiento de la Ciudad por el proyecto del parque municipal de Cieza. Este premio fue promovido por el Consejo de Europa y el Ministerio de Obras Públicas y Urbanismo de España, entre 1980 y 1982 para la sensibilización, a escala europea, de los poderes públicos y de la población sobre las posibles soluciones para mejorar la vida en las ciudades. Ese mismo año, y por el mismo proyecto, consiguió el primer premio de Premio del Consejo de Europa.
En 2023 recibió el premio especial a la labor profesional en los XXII Premios de Arquitectura de la Región de Murcia,que reconocen la calidad de los trabajos de arquitectura que se realizan en dicha región, valorando especialmente su aportación a la sociedad. El mismo año, además, fue una de las arquitectas destacadas del período 1965-2000, en el mapa interactivo digital Arquitectas en España, también conocido como Proyecto MuWo, ideado por el proyecto "Mujeres en España" e impulsado por la Universidad de Zaragoza, que compila, data y geo-posiciona proyectos de arquitectura y urbanismo de autoría femenina para su conocimiento, visibilización y estudio.